# Cửu tự
Cửu tự (chữ Hán: 九寺), Ngũ tự (五寺), hay Lục tự (六寺), là những thuật ngữ chung để chỉ các cơ quan cao cấp tại triều đình trong các triều đình phong kiến Trung Quốc hoặc Việt Nam. Đây là những cơ quan thuộc triều đình trung ương, làm nhiệm vụ thừa hành sự vụ.

## Từ nguyên
Chữ Tự (寺) nguyên nghĩa xuất phát từ một từ biệt xưng của các hoạn quan: "tự nhân" (寺人). Thời nhà Tần, cơ cấu các hoạn quan phụ trách chính vụ được gọi là "tự". Đến thời nhà Hán, "tự" trở thành từ thông xưng để chỉ các quan thự của cửu khanh. Khi Phật giáo mới được truyền vào Trung Quốc, việc Phật sự được giao cho cơ quan Hồng lô tự phụ trách, về sau các chùa Phật giáo về sau cũng được gọi là "tự". Nghĩa này dần phổ biến trong Hán văn, trừ nghĩa "tự nhân" vẫn được dùng để chỉ hoạn quan. Riêng nghĩa để chỉ quan thự, chỉ còn được bảo tồn qua các thuật ngữ cửu tự, ngũ tự (Trung Quốc) và lục tự (Việt Nam).

## Cửu tự
Kể từ thời Tần Hán, chính vụ triều đình do Thừa tướng, Thái úy, Ngự sử đại phu Tam công cùng xử lý, Cửu khanh phụ trách sự vụ. Các quan thự của Cửu khanh được gọi không chính thức là "cửu tự". 
Sau khi nhà Hán sụp đổ, tầm quan trọng của Cửu tự giảm sút trong thời Lục triều. Trong triều đình Tào Ngụy, cơ quan xử lý văn thư cơ mật là Thượng thư đài (尚書台), trên thực tế giữ vai trò như một bộ máy tể tướng. Trong suốt thời đại Ngụy-Tấn-Nam-Bắc triều, Thượng thư đài dần chuyển thành Thượng thư tỉnh (尚書省), phân thành các bộ (mà về sau phát triển thành Lục bộ), đã phân chia quyền lực của Cửu khanh, mà đến thời Bắc Tề, chính thức được gọi chung là "Cửu tự".
Sau khi nhà Tùy thống nhất Trung Quốc, Cửu tự được chuyển thành cơ quan phụ trợ của Lục bộ. Chế độ của nhà Đường cũng phỏng theo chế độ của nhà Tùy, quyền lực thực sự của Lục bộ Thượng thư tỉnh cuối cùng đã được xác lập, trong khi quyền lực của Cửu tự hầu hết chỉ còn trên danh nghĩa. Về sau, Cửu tự chỉ còn mang ý nghĩa như một sự nối quyền lực chính trị. 
Cửu tự thời Tùy Đường được ghi nhận gồm:
- Tông chính tự (宗正寺): Là cơ quan chưởng quản sự vụ của hoàng đế và tông thất, quản lý gia phả (phổ điệp) hoàng tộc, tông tộc, ngoại thích; chịu trách nhiệm giữ gìn lăng miếu hoàng tộc; quản lý đạo sĩ, tăng lữ
- Thái thường tự (太常寺): Là cơ quan chưởng quản việc tế tự nghi lễ, phụ trách các nghi lễ quốc gia như tế thiên, xã tắc; quản lý âm nhạc cung đình, thái y, thái bốc (bói).
- Quang lộc tự (光禄寺): Là cơ quan chưởng quản việc cung cấp tạp vụ trong cung, phụ trách việc chuẩn bị, cung ứng tửu thực cho các yến hội cung đình.
- Hồng lô tự (鴻臚寺): Là cơ quan chưởng quản việc tiếp đãi các sứ đoàn ngoại quốc, phụ trách việc cung ứng nơi ăn ở, tiếp đón các sứ đoàn
- Tư nông tự (司農寺): Là cơ quan chưởng quản việc thu chi lương thực, hàng hóa, tiền bạc của quốc khố. Nguyên thủy là cơ quan tài chính của triều đình, nhưng về sau chức năng quản lý tài chính được chuyển về Hộ bộ.
- Thái phủ tự (太府寺): Là cơ quan chưởng quản việc giao dịch tài chính: Quản lý mậu dịch tại các thành thị, bình ổn vật giá, tính toán lương bổng các quan liêu.
- Vệ úy tự (衛尉寺): Là cơ quan chưởng quản kho vũ khí, đảm trách an ninh và phòng vệ trong cung, các nghi trượng
- Thái bộc tự (太僕寺): Là cơ quan chưởng quản ngựa xe quốc gia: Quản lý các chuồng ngựa trong cung, các mục trường quốc gia, các nhà xe phục vụ cho xa giá hoàng đế.
- Đại lý tự (大理寺): Là cơ quan pháp vụ của triều đình, cơ quan tài phán tư pháp tối cao, trực thuộc Hình bộ. Trong nhiều trường hợp, hợp cùng với Hình bộ, Ngự sử đài (thời Minh Thanh gọi là Đô sát viện) gọi là Tam pháp ty.

Cơ chế Cửu tự được các triều đại Tống, Liêu, Kim, Nguyên tiếp tục duy trì. Đến thời nhà Minh, Cửu tự được rút xuống thành "Ngũ tự": Thái thường tự, Quang lộc tự, Thái bộc tự, Đại lý tự, Hồng lô tự.

## Lục tự
Lục tự nguyên thuộc quan chế Cửu Tự (九寺, Nine Courts) đã được lập từ đời Tần Trung Quốc. Tại Việt Nam, năm Quang Thuận 7 (1466), vua Lê Thánh Tông lập ra 6 tự là Đại lý tự, Thái thường tự, Quang lộc tự, Thái bộc tự, Hồng lô tự và Thượng bảo tự. Mỗi tự đều đặt quan Tự khanh đứng đầu, phó là Tự thiếu khanh và các quan Chủ sự, Tự thừa cùng các Thư lại giúp việc. Sáu cơ quan này được trao các trách nhiệm khác nhau như sau:
- Đại lý tự (大理寺, Court of Judicial Review) - Đại lý tự là cơ quan có nhiệm vụ xét lại những án nặng đã xử rồi, như án về tử tội hay tội lưu rồi gởi kết quả cuộc điều tra qua bộ Hình để đệ tâu lên vua xin quyết định. Trong lúc xét những tù hiện giam, phải có quan chức của Đại lý tự. Nếu người có tội kêu là xét oan, thì quan chức của Đại lý tự phải cùng người có tội biện bách bẻ bác với nhau. Xong Đại lý tự sẽ cho ý kiến và lập án văn, đưa lên vua xét lần cuối cùng. Nếu có sự kêu ca về bản án đã xử và nếu được sự chấp thuận của bộ Hình, thì án văn sẽ được Ngũ phủ Đô đốc cùng Ngự sử đài hợp với Đại lý tự duyệt lại. Trong tất cả mọi trường hợp, trừ trường hợp án tử hình, bản án xử lại được trao trở xuống theo thứ bực để trừng phạt. Nếu Đại lý tự thấy bản án vô lý một cách hiển nhiên thì sẽ gửi ngay bản án đó cho bản quan khác, hoặc xin quan trong triều định nghị, hoặc sau hết, có thể xin quyết định của vua.

- Thái thường tự (太常寺, Court of Imperial Sacrifices) - Thái thường tự là cơ quan phụ trách việc thi hành những thể thức lễ nghi, điều khiển ban âm nhạc, trông coi các đền chùa thờ Trời, Đất, thần 4 mùa. Thái thường tự gồm có 7 thự (quan nha) là:
  - Giao xã thự (郊社署, Office of the National Altars) - cơ quan phụ trách việc tổ chức lễ tế Trời và tế Đất
  - Thái nhạc thự (太樂署, Imperial Music Office) - cơ quan trông coi và điều khiển ban âm nhạc
  - Cổ súy thự (鼓吹署, Office of Drums and Fifes)- cơ quan phụ trách việc đánh trống và thổi sáo
  - Thái y thự (太樂署、Imperial Medical Office) - cơ quan trông coi về y tế cho vua và toàn quốc. Thời Hậu Lê, cơ quan này được tách ra là viện riêng, gọi Thái y viện
  - Thái bốc thự (太卜署, Imperial Divination Office) - cơ quan phụ trách việc tính âm dương bói toán. 
    - Tại Trung Quốc, chức này từ thời Đường đã chuyển qua cho Tư thiên giám, đến thời Minh là Khâm thiên giám
    - Tại Việt Nam, chức này đã chuyển qua cho Tư thiên giám thời Lê và đến thời Nguyễn là Khâm thiên giám

  - Lẫm hi thự (廩犧署, Office of Sacrificial Grains and Animals) - cơ quan trông coi việc cung cấp thóc gạo cùng các thú vật cho các cuộc tế
  - Thái miếu tự (太廟署, Imperial Ancestral Temple Office) - cơ quan giữ việc coi sóc các đền thờ, miếu mạo

- Quang lộc tự (光祿寺, Court of Imperial Entertainments) - Quang lộc tự là cơ quan phụ trách việc cung cấp và nấu rượu lễ, đồ lễ, đồ ăn trong các bữa tế tự, triều hội, yến tiệc cung đình, yến tiệc ân vinh Tiến sĩ.

- Thái bộc tự (太僕寺, Court of the Imperial Stud) - Thái bộc tự phụ trách các trách nhiệm trông coi, nuôi cấp ngựa, giữ gìn những xe ngựa của hoàng tộc (vua và các hoàng tử), và điều hành các mục súc (đồng cỏ để nuôi ngựa) trên toàn quốc.

- Hồng lô tự (鴻臚寺, Court of State Ceremonial) - Hồng lô tự phụ trách việc thể thức lễ nghi trong các bữa yến tiệc dành cho những sứ đoàn từ các triều hoặc nước khác đến. Ngoài ra, Hồng lô tự còn phụ trách việc xướng danh các vị tân khoa tiến sĩ đậu kỳ thi Đình. Hồng lô tự gồm có 2 thự (quan nha) là:
  - Điển khách thự (典客署, Office of Receptions) - cơ quan phụ trách việc tiếp đón và lo cho các sứ đoàn đến từ các nước.
  - Ti nghi thự (司儀署, Office of Ceremonials) - cơ quan phụ trách việc an táng dành cho các vị đại thần trong triều đình.

- Thượng bảo tự (尚寶寺, Court of Imperial Seals) - Thượng bảo tự phụ trách việc văn phòng giúp vua, giữ ấn triện, sao chép sắc chỉ, dụ vua ban hoặc những chương sớ sổ sách đã được vua chuẩn y. Thời Gia Long, Thượng bảo tự là một ty với tên gọi Thượng bảo ty cùng Tam nội viện (Thị thư viện, Thị hàn viện, Nội hàn viện) giúp vua việc văn phòng và ấn tín. Thời Nguyễn Minh Mạng 10 (1829), Thượng bảo ty được đổi thành một trong 4 tào tại cơ quan Nội các với tên gọi mới là Thượng bảo tào.

Thời Minh Mạng, các cơ quan Đại lý tự, Thái thường tự, Quang lộc tự, Thái bộc tự, Hồng lô tự dùng ấn triện bằng đồng, loại ấn là Ấn. Ví dụ, Hồng lô tự chi ấn. Riêng Thượng bảo tự, thời này là Thượng bảo tào, thuộc cơ quan Nội các, nên dùng ấn Nội các chung cho cả bốn tào Nội các, loại ấn là ấn Quan Phòng, với tên là Sung biện Nội các sự vụ Quan phòng 充辨内閣事务關防.
Thời Minh Mạng, Đô sát viện, Đại lý tự, Bộ Hình là 3 cơ quan trong Tam pháp ty tạo thành hệ thống tư pháp thời Nguyễn.
Thời Nguyễn, riêng Hồng lô tự (lo việc tiếp đón sứ đoàn các nước) và Thượng bảo tự (lo việc văn phòng, ấn tín giúp vua) có chức trách thường trực, các chức điều hành trong những tự khác như chức Tự khanh, Tự thiếu khanh, Tự thừa thường trao cho các quan trong Lục bộ điều hành tạm thời, không có chức vụ nhất định.